# Die Elfen (Ludwig Tieck)
Die Elfen ist eine Erzählung des Romantikers Ludwig Tieck. Sie entstand 1811 und erschien 1812 in seiner Sammlung Phantasus.

## Inhalt
Abseits eines wohlhabenden Dorfes mit fruchtbaren Feldern und hellen Häusern liegt eine finstere Zigeunerhütte in einem Tannengrund, wo sich niemand hintraut. Die Nachbarskinder Marie und Andres machen einen Wettlauf um den Grund, und Marie nimmt die Abkürzung. Sie trifft das Elfenkind Zerina, das ihr viele schöne Dinge zeigt: Blumen, den Palast, Zwerge mit Gold, Feuerwesen. Morgens kommt der Vogel Phönix, der die Ankunft des Königs und damit noch mehr Fruchtbarkeit ankündigt, den Marie aber nicht sehen darf. Sie bekommt einen Goldring mit rotem Stein zum Abschied und die Mahnung, zu schweigen. Es sind sieben Jahre vergangen. Marie muss allen erzählen, sie hätte sich verirrt und wäre in einer fernen Stadt erzogen worden. Die schöne Fünfzehnjährige ist zum Grafen bescheiden, doch nicht verlegen, denn sie kennt viel höheres, und ernst. Sie findet bei ihrem feinen und klugen Kind Elfriede ein Elfengoldstück und beobachtet es in einer einsamen Laube mit Zerina. Als ihr Mann Andres wieder auf die Zigeuner schimpft, entfährt ihr ein Widerspruch, und da er höhnt, zeigt sie ihm die Elfe. Auf seinen erstaunten Laut fliegt diese zornig fort. Nachts donnert es, der Fährmann erzählt, wie ein großer Mann viele lichte Gestalten über den Fluss setzte. Die Landschaft verdorrt, Tochter und Mutter sterben in Wehmut, die anderen ziehen weg.